# Armoriale dei comuni dell'Ain
Questa pagina contiene le armi (stemma e blasonatura) dei comuni dell'Ain.
| Stemma | Nome del comune e blasonatura |
| ------ | --- |
|        | Ambérieu-en-Bugey Coupé, au premier échiqueté d'or et d'azur de deux tires, au second de gueules, au lion d'hermine brochant sur le tout (Troncato: nel 1° scaccato d'oro e d'azzurro di due tiri; nel 2° di rosso; al leone d'armellino attraversante sul tutto) |
|        | Ambérieux-en-Dombes D'or à la tour droite de gueules, ouverte du champ, chargée d'une main de justice posée en pal, traversant une couronne antique, le tout du même, la tour supportée de deux chevaux gais affrontés de sable ; à la champagne d'azur chargée d'un héron d'argent (d'oro, alla torre di rosso, aperta del campo, caricata di una mano di giustizia posta in palo che attraversa una corona all'antica, il tutto pure d'oro, la torre sostenuta da due cavalli allegri affrontati di nero; alla campagna d'azzurro caricata di un airone d'argento) |
|        | Ambronay De gueules au faisceau rayonnant de treize épis d'or lié du même (di rosso, al fascio radioso di tredici spighe d'oro legato dello stesso) |
|        | Ambutrix D'azur à la porte de ville d'argent, ouverte du champ, maçonnée de sable, posée sur un tertre de gueules, à l'épée haute d'argent transperçant la porte et au casque gaulois ailé du même brochant en chef sur sa pointe (D'azzurro, alla porta di città d'argento, aperta del campo, mattonata di nero, posta su una montagnola di rosso, alla spada alta d'argento, trapassante la porta, e all'elmo gallico alato dello stesso, attraversante sulla sua punta) |
|        | Aranc De gueules à la tour ruinée d'argent, maçonnée de sable, ouverte et ajourée du champ, au chef cousu d'azur chargé d'un lion issant d'or (di rosso, alla torre in rovina d'argento, murata di nero, aperta e finestrata del campo; al capo cucito d'azzurro caricato di un leone uscente d'oro) |
|        | Arbent D'or à un gousset alésé d'argent soutenu d'un compas à branches courbes renversé de sable, et à deux couteaux d'argent emmanchés de gueules passés en sautoir, liés d'or, brochant sur le tout. (d'oro, a un gousset scorciato d'argento, sostenuto da un compasso con i bracci curvati, rovesciato, di nero, e a due coltelli d'argento, manicati di rosso, passati in decusse, legati d'oro, attraversanti sul tutto) |
|        | Argis D'or à la bande d'azur semée d'étoiles du champ (d'oro, alla banda d'azzurro seminata di stelle del campo) |
|        | Armix Écartelé en sautoir: au 1er d'azur à la volute de crosse d'or, au 2e de gueules au lion d'hermine, au 3e de gueules à l'agneau d'argent, au 4e d'argent au hêtre de tenné feuillé de sinople (Inquartato in decusse: il 1° d'azzurro, al riccio di pastorale d'oro; il 2° di rosso, al leone di armellino; il 3° di rosso, all'agnello d'argento; il 4° d'argento, al faggio di tenné, fogliato di verde) |
|        | Ars-sur-Formans Palé d'or et d'azur de six pièces (palato d'oro e d'azzurro) Formula: 51:AUR/AZU |
|        | Artemare D'azur à trois barres cousues de gueules. (d'azzurro, alle tre sbarre cucite di rosso) |
|        | Bâgé-Dommartin Écartelé: au 1er de gueules au lion contourné d'hermine, au 2e d'argent à trois fasces de sable et à la croix de Malte de sinople brochante, au 3e contre-écartelé d'argent et de gueules, au 4e d'azur au besant d'or (inquartato: al 1º di rosso, al leone rivoltato d'armellino; al 2º d'argento, a tre fasce di nero e alla croce di Malta di verde, attraversante; al 3º controinquartato d'argento e di rosso; al 4º d'azzurro, al bisante d'oro) |
|        | Bâgé-le-Châtel D'azur au lion d'hermine (d'azzurro, al leone d'armellino) |
|        | Balan D'azur à l'aigle essorante d'argent posée sur un mont du même mouvant de la pointe, accompagnée en chef à dextre d'un soleil d'or et à senestre d'une étoile du même (d'azzurro, all'aquila sorante d'argento, posata su un monte dello stesso movente dalla punta, accompagnata in capo a destra da un sole d'oro e a sinistra da una stella dello stesso) |
|        | Béligneux De gueules aux deux clefs d'or passées en sautoir les panetons en pointe (di rosso, a due chiavi d'oro passate in decusse, con i congegni in capo) |
|        | Belley D'argent au loup ravissant de sinople (d'argento, al lupo rapace di verde) Formula: 01:ARG+LUPS:VIR/RAPAX |
|        | Beynost écartelé : au premier d'argent aux deux palmes de sinople passées en sautoir, au deuxième de gueules au lion d'or, au troisième de gueules au lion couronné contourné d'or, au quatrième d'azur au château d'argent surmonté d'un soleil d'or ; sur le tout d'argent à la croix tréflée de gueules (inquartato: nel 1º d'argento, a due palme di verde passate in decusse; nel 2º di rosso, al leone d'oro; nel 3º d'azzurro, al castello d'argento, sormontato da un sole d'oro; nel 4º di rosso, al leone coronato rivoltato d'oro; sul tutto d'argento, alla croce trifogliata di rosso) |
|        | La Boisse D'azur à la bande d'or, au lion de sable brochant sur le tout (d'azzuro, alla banda d'oro, al leone di nero attraversante sul tutto) Formula: (01:AZU+PO:BAN:AUR)+LEON:NIG |
|        | Bouligneux De gueules à la croix d'hermine. (di rosso, alla croce d'armellino) Formula: 01:RUB+PO:CRU:ARM |
|        | Bourg-en-Bresse Parti de sinople et de sable, à la croix tréflée d'argent brochant sur la partition. (Partito di verde e di nero, alla croce trifogliata d'argento attraversante sulla partizione) Formula: 11:VIR/NIG+CRUX:ARG/NODUL/EMINE |
|        | Brénod D'argent au mont d'azur sommé d'un sapin de sinople (d'argento, al monte d'azzurro cimato da un abete di verde) |
|        | Bressolles de gueules aux deux épées d'or garnies d'argent passées en sautoir (di rosso, a due spade d'oro, guarnite d'argento, poste in decusse) |
|        | Buellas d'azur au lion d'hermine, chapé d'or, au chef de gueules chargé à dextre d'une crosse abbatiale aussi d'or et à senestre d'une épée d'argent garnie d'or (d'azzurro, al leone d'armellino, mantellato d'oro; al capo di rosso, caricato a destra da una croce abbaziale pure d'oro e a sinistra da una spada d'argento guarnita d'oro) |
|        | Cerdon bandé d'or et de gueules de six pièces, au chef de gueules chargé d'une aigle d'argent membrée, becquée, lampassée et couronnée d'azur (bandato d'oro e di rosso; al capo di rosso, caricato di un'aquila d'argento, membrata, rostrata, lampassata e coronata d'azzurro) Formula: 53:AUR/RUB+(PO:CHE:RUB+AQUI:ARG/CORON:AZU/LINGU:AZU/MEMBR:AZU/ROSTR:AZU) |
|        | Ceyzériat parti contreparti de gueules et d'azur par un chevron d'argent brochant sur la partition, chargé d'une croisette de Saint Lazare de sinople bordée et pommetée de huit pièces d'or, surchargée d'une croisette tréflée d'argent, accompagné, en chef à dextre, d'une aigle d'argent membrée, becquée et couronnée d'azur, armée et lampassée d'or, en chef à senestre, d'une aigle du même et, en pointe, d'une grappe de raisin partie aussi d'or et d'argent (partito di rosso e d'azzurro, troncato in scaglione e contropartito dall'uno all'altro, allo scaglione d'argento, attraversante sulla partizione, caricato da una crocetta di San Lazzaro di verde, bordata e pomettata di otto pezzi d'oro, sovraccaricata da una crocetta trifogliata d'argento, accompagnato nella destra del capo da un'aquila d'argento membrata, rostrata e coronata d'azzurro, armata e lampassata d'oro, nella sinistra del capo da un'aquila dello stesso e, in punta, da un grappolo d'uva partito d'oro e d'argento) |
|        | Chalamont d'or aux trois fasces de gueules, à la bordure du même (d'oro, a tre fasce di rosso; alla bordura dello stesso) Formula: (01:AUR+3PO:BAR:RUB)+PO:BOR:RUB |
|        | Challex taillé : au premier d'or au corbeau passant de sable, au second de sinople au pampre feuillé et fruité aussi d'or ; à senestre en chef une croisette tréflée brochant de sinople sur le premier et d'argent sur le second (tagliato: nel 1º d'oro, al corvo passante di nero; nel 2º di verde, al pampino d'uva fogliato e fruttato pure d'oro; alla crocetta trifogliata nella sinistra del capo, attraversante di verde sul 1º e d'argento sul 2º) |
|        | Champagne-en-Valromey Palé d'argent et d'azur au lion de gueules, armé, lampassé et couronné d'or, brochant sur le tout, chargé en cœur d'un écusson de gueules au lion d'argent (palato d'argento e d'azzurro, al leone di rosso, armato, lampassato e coronato d'oro, attraversante, caricato in cuore da uno scudetto di rosso al leone d'argento) |
|        | Champdor de sinople au chevron ondé d'argent, surmonté d'un croissant du même, accompagné de trois gerbes de blé d'or liées de gueules (di verde, allo scaglione ondato d'argento, sormontato da un crescente dello stesso, accompagnato da tre covoni di grano d'oro legati di rosso) |
|        | Chaneins tiercé en pairle renversé : au premier d'or au lion contourné de sable, armé et lampassé de gueules, chargé d'un lambel de quatre pendants du même, au deuxième de gueules au lion d'or, au troisième bandé de gueules et d'or de six pièces (interzato in pergola rovesciata: nel 1º d'oro, al leone rivoltato di nero, armato e lampassato di rosso, caricato da un lambello di quattro gocce dello stesso; nel 2º di rosso, al leone d'oro; nel 3º bandato di rosso e d'oro) |
|        | Charnoz-sur-Ain de sable au lion d'argent armé, lampassé et couronné de gueules (di nero, al leone d'argento armato, lampassato e coronato di rosso) Formula: 01:NIG+LEON:ARG/ARMAT:RUB/CORON:RUB/LINGU:RUB |
|        | Château-Gaillard coupé de gueules et de sable, aux deux clefs d'argent passées en sautoir surmontant un château de trois tours du même, celle du centre plus petite, ouvert, ajouré et maçonné de sable, brochant sur la partition (troncato di rosso e di nero, a due chiavi d'argento passate in decusse e sormontanti un castello di tre torri dello stesso, quella centrale più bassa, aperto, murato e finestrato di nero, attraversanti sulla partizione) |
|        | Châtillon-la-Palud De gueules à la croix d'or chargée de cinq fleurs de lys d'azur (di rosso, alla croce d'oro caricata di cinque gigli d'azzurro) Formula: 01:RUB+(PO:CRU:AUR+5FLOS:AZU/ORCRU) |
|        | Châtillon-sur-Chalaronne Ecartelé de gueules et d'or, à la croix d'argent brochant, chargée en coeur d'une étoile aussi de gueules (inquartato di rosso e d'azzurro, alla croce d'argento attraversante sulla partizione, caricata in cuore da una stella pure di rosso) Formula: 26:RUB/AZU+(PO:CRU:ARG+STE5:RUB) |
|        | Chazey-sur-Ain D'azur au chevron abaissé sommé d'un donjon couvert, ouvert et ajouré du champ, flanqué de deux tourelles aussi couvertes, accompagné en pointe d'un poisson, le tout d'argent (d'azzurro, allo scaglione abbassato cimato da un mastio coperto, aperto e finestrato del campo, fiancheggiato da due torrette pure coperte, e accompagnato in punta da in pesce, il tutto d'argento) |
|        | Chevroux d'argent à la chèvre de gueules issant d'une roue de moulin de sable, aux onze mouchetures d'hermine du même ordonnées en orle, quatre en chef, une en pointe, les autres aux flancs, à la jumelle ondée abaissée d'azur brochant sur le tout (d'argento, alla capra di rosso nascente da una ruota da mulino di nero, a undici moscature d'armellino ordinate in orlo, quattro in capo, una in punta, le altre ai fianchi, alla gemella ondata abbassata d'azzurro attraversante sul tutto) |
|        | Chevry d'azur aux trois pals alésés d'argent, celui du milieu incliné en bande (d'azzurro, a tre pali scorciati d'argento, quello centrale posto in banda) |
|        | Coligny De gueules, à l'aigle d'argent, becquée, membrée et couronnée d'azur, lampassée et armée d'or. (Di rosso, all'aquila d'argento, rostrata, membrata e coronata d'azzurro, lampassata e armata d'oro) Formula: 01:RUB+AQUI:ARG/ARMAT:AUR/CORON:AZU/LINGU:AUR/MEMBR:AZU/ROSTR:AZU |
|        | Collonges parti : au premier de gueules à la bande d'argent côtoyée de deux cotices du même, au second d'azur à la tour d'argent maçonnée de sable accompagnée de trois fleurs de lys d'or (partito: nel 1º di rosso, alla banda d'argento accostata da due cotisse dello stesso; nel 2° d'azzurro, alla torre d'argento murata di nero, accompagnata da tre gigli d'oro) |
|        | Corlier bandé de sinople et d'or, au chef d'azur chargé de trois besants d'or (bandato di verde e d'oro; al capo d'azzurro caricato di tre bisanti d'oro) Formula: 53:VIR/AUR+(PO:CHE:AZU+3PA:TAL/ORBAR) |
|        | Courmangoux Coupé emmanché de trois pièces du second : au premier de gueules à l'aigle d'argent, membrée, becquée et couronnée d'azur, armée et lampassée d'or, au second d'azur à la crosse épiscopale d'or issant d'un croissant d'argent soutenu de trois besants du même ordonnés 2 et 1 (troncato inchiavato di tre pezzi del secondo: nel 1º di rosso, all'aquila d'argento, membrata, rostrata e coronata d'azzurro, armata e lampassata d'oro; nel 2º d'azzurro, al pastorale d'oro uscente da un crescente d'argento sostenuto da tre bisanti dello stesso, ordinati 2 e 1) |
|        | Crozet De sable à la croix d'argent (di nero, alla croce d'argento) Formula: 01:NIG+PO:CRU:ARG |
|        | Culoz coupé : au premier parti à dextre d'or au sapin de sinople posé sur un mont de sable mouvant de la pointe et à senestre aussi d'or à la tour de gueules, maçonnée et ajourée de sable, brochant sur un chevron du même, au second d'argent aux deux fasces ondées d'azur soutenues chacune d'un croissant de gueules (semipartito-troncato: nel 1º d'oro, all'abete di verde, posto su un monte di nero movente dalla punta; nel 2º d'oro, allo scaglione di nero, alla torre di rosso, murata e finestrata del secondo attraversante sullo scaglione; nel 3º d'argento, a due fasce ondate d'azzurro, ciascuna sostenuta da un crescente di rosso) |
|        | Dagneux tranché, au premier de gueules à une grappe de raisin feuillée de sinople et fruitée d'azur, au second d'azur à deux épis de blés d'or feuillés et tigés d'argent, à la cotice d'argent brochant sur la partition (trinciato: nel 1° di rosso, al grappolo d'uva fogliato di verde e fruttato d'azzurro; nel 2° d'azzurro, a due spighe di grano d'oro, fogliate e fustate d'argento; alla cotissa d'argento attraversante sulla partizione) |
|        | Divonne-les-Bains Écartelé : au premier et au quatrième d'argent semé de billettes de sable au lion issant du même brochant sur le tout, au deuxième et au troisième d'azur aux trois morailles d'or rangées en pal et au chef d'argent chargé d'un lion issant de gueules (Inquartato: nel 1º e 4º d'argento, seminato di biglietti di nero, al leone uscente dallo stesso; nel 2º e 3º d'azzurro, a tre mordacchie d'oro, ordinate in palo; al capo d'argento, caricato di un leone nascente di rosso) |
|        | Domsure D'azur à la filière d'argent et au filet en pairle du même, cantonné en chef d'une charrue aussi d'argent tractée vers senestre sur une terrasse fascée de sept pièces du champ, à dextre d'une poule bressane contournée et à senestre d'une vache mouvante de la filière, le tout d'argent (D'azzurro, alla filiera d'argento e al filetto in pergola dello stesso, accantonato in capo da un aratro pure d'argento, trascinato verso sinistra su una terrazza fasciata di sette pezzi del campo, a destra da una gallina bressana rivoltata e a sinistra da una vacca movente dalla filiera, il tutto d'argento) |
|        | Dortan De gueules à une fasce d'argent accompagnée de trois annelets du meme deux en chef et un en pointe (Di rosso, alla fascia d'argento, accompagnata da tre anelli dello stesso) Formula: 01:RUB+PO:BAR:ARG+3ANLL:ARG/ORTRI |
|        | Douvres Écartelé : au premier de gueules à la tour couverte et girouettée d'argent, maçonnée, ouverte et ajourée de sable, au deuxième d'or aux trois chevrons d'azur, au troisième d'or aux deux fasces ondées d'azur, au quatrième de gueules au four banal d'argent maçonné de sable (inquartato: nel 1º di rosso, alla torre coperta e banderuolata d'argento, murata, aperta e finestrata di nero; nel 2º d'oro, a tre scaglioni d'azzurro; nel 3º d'oro, a due fasce ondate d'azzurro; nel 4º di rosso, al forno comune d'argento murato di nero) |
|        | Échenevex De sinople aux trois chenevis d'or, au chef cousu de gueules chargé d'un mont de deux coupeaux d'or, l'un sur l'autre, surmonté d'une lame de scie du même posée en fasce (di verde, a tre semi di canapa d'oro; al capo cucito di rosso, caricato di un monte di due cime d'oro, l'una sull'altra, sormontato da una lama di sega dello stesso posta in fascia) |
|        | Farges D'argent au sautoir ancré d'azur (d'argento, alla croce di Sant'Andrea ancorata d'azzurro) Formula: 01:ARG+CPSA:AZU/ANCRT |
|        | Feillens D'argent au lion de sable armé, lampassé, vilenné et couronné de gueules (d'argento, al leone di nero, armato, lampassato, osceno e coronato di rosso) |
|        | Ferney-Voltaire écartelé de gueules et d'argent aux quatre lionceaux de l'un à l'autre (inquartato d'argento e di rosso, a quattro lioncelli dell'uno nell'altro) |
|        | Gex d'azur à trois morailles d'or rangées en pal, au chef d'argent au lion issant de gueules (d'azzurro, a tre mordacchie d'oro ordinate in palo, al capo d'argento caricato da un leone nascente di rosso) Particolarità araldica: Questo stemma, che compare anche come quarto nelle armi dei comuni di Divonne-les-Bains e Mijoux, oltre che nello stemma dello stesso dipartimento dell'Ain, era portato - dal 1346 al 1386 - dal Vaudémont che all'epoca faceva parte della provincia dell'Alto Reno del Sacro Romano Impero. |
|        | Gorrevod D'azur au chevron d'or (D'azzurro, allo scaglione d'oro) Formula: 01:AZU+PO:FAS:AUR |
|        | Grand-Corent D'hermine, au chef de gueules, chargé de trois roses d'or (d'armellino; al capo di rosso caricato di tre rose d'oro) |
|        | Grièges D'azur aux trois fasces ondées abaissées portant une nef d'or au mat d'argent, accostée à dextre d'un croissant contourné aussi d'or et à senestre d'une étoile du même, au chef d'or chargé de deux pies grièches affrontées d'azur becquées, allumées, armées et colletées d'argent (d'azzurro, a tre fasce ondate abbassate d'argento, sostenenti una nave d'oro con l'albero d'argento, accostata a destra da un crescente rivoltato pure d'oro e a sinistra da una stella dello stesso; al capo d'oro, caricato di due averle affrontate d'azzurro, imbeccate, illuminate, armate e collarinate d'argento) |
|        | Grilly d'or à la croix de sable chargée de cinq coquilles d'argent, cantonnée en chef, à dextre d'un glaive romain de gueules et à senestre d'une fleur de lys d'azur (d'oro, alla croce di nero, caricata di cinque conchiglie d'argento, accantonata in capo a destra da un gladio romano di rosso e a sinistra da un giglio d'azzurro) |
|        | Izenave De gueules à la colonne d'argent à l'antique, chaussé de sinople (di rosso, alla colonna all'antica d'argento, calzato di verde) |
|        | Izernore écartelé d'argent et d'azur (Inquartato d'argento e d'azzurro) Formula: 26:ARG/AZU |
|        | Jassans-Riottier d'argent à trois fasces d'azur, à la cotice de gueules brochant sur le tout (d'argento, a tre fasce d'azzurro, alla cotissa di rosso attraversante sul tutto) |
|        | Jasseron Tranché d'azur et de gueules à la crosse épiscopale d'or brochant sur la ligne de partition, à la tour droite d'argent, maçonnée et ajourée de sable, soutenue d'un cœur aussi d'argent, accompagnée en chef à senestre d'une aigle partie d'or et d'argent, en pointe à dextre d'un lion contourné d'or et en pointe à senestre d'un croissant d'argent, le tout surbrochant sur le tout (trinciato d'azzurro e di rosso, al pastorale d'oro attraversante sulla partizione, alla torre d'argento, murata e finestrata di nero, sostenuta da un cuore pure d'argento, accompagnata in capo a sinistra da un'aquila partita d'oro e d'argento, in punta a destra da un leone rivoltato d'oro e in punta a sinistra da un crescente d'argento, il tutto attraversante sulla partizione e sul pastorale) Incongruenza tra disegno e blasonatura: Manca il cuore che sostiene la torre e il crescente non è d'argento. |
|        | Lagnieu De gueules à l'agneau pascal d'argent portant une bannerette du même chargée d'une croisette du champ (di rosso, all'agnello pasquale d'argento che porta una banderuola dello stesso caricata da una crocetta del campo) |
|        | Lent d'argent à la lettre L capitale d'azur entourée d'un collier de perles du même en orle (d'argento, alla lettera maiuscola L d'azzurro, circondata da una collana di perle dello stesso posta in orlo) |
|        | Lhuis Gironné d'or et de sable de huit pièces (gheronato d'oro e di nero di otto pezzi) Formula: 46:AUR/NIG |
|        | Loyettes D'azur au lys de jardin au naturel, au chef d'or chargé d'une croisette pattée de sable (d'azzurro, al giglio di giardino al naturale; al capo d'oro caricato di una crocetta patente di nero) |
|        | Manziat De sinople à la fasce ondée d'argent brochant sur trois bâtons en barre du même, accompagnée en chef d'une colombe essorante d'or et en pointe d'une quintefeuille du même, à la comète d'or en bande surbrochant sur le tout (di verde, alla fascia ondata d'argento, attraversante su tre bastoni in sbarra dello stesso, accompagnata in capo da una colomba sorante d'oro e, in punta, da una cinquefoglie dello stesso, alla cometa d'oro attraversante in banda sul tutto) |
|        | Meillonnas D'or à l'assiette de sinople chargée d'une rose de Goutière tigée d'argent feuillée de deux pièces du champ, soutenue de deux rameaux de marronnier passés en sautoir, chacun feuillé et fruité d'une pièce aussi de sinople, au chef de gueules chargé à dextre d'une aigle d'argent membrée et couronnée d'azur et à senestre de deux clefs, l'une d'or, l'autre d'argent, passées en sautoir (d'oro, al piatto di verde, caricato di una rosa di Goutère fustata d'argento e fogliata di due pezzi del campo,. sostenuto da due rami di castagno passati in decusse, ognuno fogliato e fruttato di un pezzo pure di verde; al capo di rosso, caricato a destra da un'aquila d'argento membrata e coronata d'azzurro e, a sinistra, da due chiavi, una d'oro, l'altra d'argento, passate in decusse) |
|        | Meximieux d'or à la bande de gueules accompagnées de six coquilles du même posées en orle (d'oro, alla banda di rosso accompagnata da sei conchiglie dello stesso disposte in orlo) |
|        | Mijoux écartelé: au premier et au quatrième d'or à l'aigle de sable, au deuxième et au troisième d'azur aux trois morailles d'or rangées en pal et au chef d'argent chargé d'un lion issant de gueules; à la croisette du même brochant sur l'écartelé (inquartato: nel 1º e 4º d'oro, all'aquila di nero, nel 2º e 3º d'azzurro, a tre mordacchie d'oro ordinate in palo e col capo d'argento caricato di un leone nascente di rosso; alla crocetta dello stesso attraversante sull'inquartato) |
|        | Miribel écartelé au premier de gueules à une gerbe de blé d'or, au deuxième d'azur à un huchet d'argent virolé et lié dor, au troisième d'azur à un poisson d'argent posé en bande, au quatrième de gueules à une grappe de raisin d'or (inquartato: nel 1° di rosso, al covone di grano d'oro; nel 2° d'azzurro, al corno da caccia d'argento guarnito e legato d'oro; nel 3° d'azzurro, al pesce d'argento posto in banda; nel 4° di rosso, al grappolo d'uva d'oro) |
|        | Montluel parti d'azur et de sable, à la croix tréflée d'argent brochant sur la partition (partito d'azzurro e di nero, alla croce trifogliata d'argento attraversante sulla partizione) |
|        | Montrevel-en-Bresse D'or à la bande vivrée d'azur (d'oro, alla banda a spina di pesce d'azzurro) |
|        | Nantua d'or à une truite d'azur, soutenue de trois burelles ondée du même, au chef de gueules chargé d'une croisette d'argent (d'oro, alla trota d'azzurro, sostenuta da tre burelle ondate dello stesso, al capo di rosso caricato da una crocetta d'argento) |
|        | Neuville-les-Dames Parti: au premier de gueules au lion contourné d'or; au second d'azur à la colombe d'argent becquée et membrée de sable (partito: nel 1º di rosso, al leone rivoltato d'oro; nel 2º d'azzurro, alla colomba d'argento, imbeccata e membrata di nero) |
|        | Neuville-sur-Ain De gueules à la croix d'argent chargée d'un pont de deux arches d'azur, cantonnée de quatre tours d'or ouvertes et ajourées du champ, maçonnées de sable (di rosso, alla croce d'argento, caricata di un ponte di due archi d'azzurro e accantonata da quattro torri d'oro, aperte e finestrate del campo, murate di nero) |
|        | Niévroz D'azur semé de croisettes recroisetées au pied fiché d'or au griffon assis de gueules brochant sur le tout (d'azzurro seminato di crocette ricrocettate e dal pie' fitto d'oro, al grifone seduto di rosso) |
|        | Ornex Parti: au premier de gueules à la croix pattée d'argent, au second d'azur à la Vierge à l'Enfant assise d'argent, le tout auréolé d'or (partito: nel 1º di rosso, alla croce patente d'argento; nel 2º d'azzurro, alla Vergine col Bambino seduta d'argento, il tutto aureolato d'oro) |
|        | Oyonnax parti de sable et d'or, au sapin de l'un en l'autre, au chef de gueules chargé de trois peignes d'or (partito d'oro e di nero, all'abete dall'uno all'altro, al capo di rosso caricato di tre pettini d'oro) |
|        | Péron d'argent à la croix d'azur chargée de cinq coquilles du champ, cantonnée en chef à dextre d'un tau de gueules et en pointe à senestre d'une clef à double penon du même (d'argento, alla croce d'azzurro caricata di cinque conchiglie del campo, accantonata nella destra del capo da un tau di rosso e nella sinistra della punta da una chiave a doppio congegno dello stesso) |
|        | Péronnas écartelé d'or et de gueules, le deuxième quartier chargé d'une croisette haussée, entrelacée d'une lettre S capitale et accostée, en chef, de deux étoiles, le tout d'or (inquartato d'oro e di rosso, il secondo quartiere caricato da una crocetta alzata, intrecciata con una lettera S maiuscola e accostata, in capo, da due stelle, il tutto d'oro) Formula: 26:AUR/RUB+(((CRLT:AUR+LITT:S:AUR/GRNDR)/TEXTS)+2STE5:AUR/ORC12)/ORCA1 |
|        | Pérouges De gueules au dragon d'or (di rosso, al drago d'oro) |
|        | Polliat Taillé de sinople et d'argent, au 1, à trois annelets entrelacés, au 2, à un bois de cinq arbres, de l'un en l'autre (tagliato: nel 1° di verde e d'argento, nel 1° a tre anelli di Borromeo; nel 2° al bosco di cinque alberi, dell'uno nell'altro) |
|        | Poncin de gueules à la croix d'argent cantonnée, au premier et au quatrième, d'une étoile d'or, au deuxième et au troisième, d'une rose du même (di rosso, alla croce d'argento, accantonata nel 1º e 4º da una stella d'oro, nel 2º e 3 da una rosa dello stesso) |
|        | Pont-d'Ain De gueules à la croix d'argent (di rosso, alla croce d'argento) |
|        | Pont-de-Vaux D'azur au croissant d'argent (d'azzurro, al crescente d'argento) |
|        | Pont-de-Veyle D'argent au pont en dos d'âne de quatre arches de gueules maçonné de sable, posé sur des ondes d'azur mouvant de la pointe, sommé d'un mât aussi de sable, dont la vergue porte une voile carrée enflée aussi d'azur, accosté, à senestre, d'une étoile du même (d'argento, al ponte a dorso d'asino di quattro archi di rosso, murato di nero, posato su due onde d'azzurro moventi dalla punta, cimato da un albero pure di nero, che porta una vela quadrata gonfia pure d'azzurro, accostato a sinistra da una stella dello stesso) |
|        | Pougny d'azur à trois têtes de léopard arrachées d'or, au chef d'argent (d'azzurro, a tre teste di leopardo strappate d'oro; al capo d'argento) |
|        | Prémillieu De gueules à la croix d'argent portant en abîme un écu de sinople au panier d'or (di rosso, alla croce d'argento caricata in cuore da uno scudetto di verde, al canestro d'oro) |
|        | Prévessin-Moëns parti: au premier d'azur à la Vierge à l'Enfant assise d'argent, le tout auréolé d'or, au second de gueules à la clef contournée d'or (partito: nel 1º d'azzurro, alla Vergine col Bambino seduta d'argento; nel 2º di rosso, alla chiave rivoltata d'oro) |
|        | Priay écartelé: au premier de vair de trois tires, au deuxième de gueules à la clef d'or, au troisième aussi de gueules à la clef d'argent, au quatrième d'argent aux huit mouchetures d'hermine ordonnées 3, 2 et 3; à la fasce ondée d'argent brochant sur la partition (inquartato: nel 1º di vaio di tre file; nel 2º di rosso, alla chiave d'oro; nel 3º di rosso, alla chiave d'argento; nel 4º d'argento, a otto moscature d'armellino ordinate 3, 2 e 3; alla fascia ondata d'argento attraversante sulla partizione) |
|        | Replonges d'argent aux deux chevrons de sable encadrant une croisette pattée de gueules, au chef ondé d'azur chargé de deux clefs d'or passées en sautoir (d'argento, a due scaglioni di nero che racchiudono una crocetta patente di rosso; al capo ondato d'azzurro, caricato di due chiavi d'oro poste in decusse) |
|        | Revonnas écartelé d'or et de gueules à la croix contre-écartelée de gueules et d'argent brochant sur l'écartelé, cantonnée au premier d'une tour de gueules ouverte et ajourée du champ, au deuxième d'une fleur de lys d'or, au troisième d'un faisceau rayonnant de treize épis d'or lié du même, au quatrième d'une grappe de raisin de gueules (inquartato d'oro e di rosso, alla croce controinquartata di rosso e d'argento attraversante sull'inquartato, accantonata nel 1º da una torre di rosso, aperta e finestrata del campo, nel 2º da un giglio d'oro, nel 3º da un fascio raggiante di tredici spighe d'oro legato dello stesso, nel 4º da un grappolo d'uva di rosso) |
|        | Rignieux-le-Franc d'azur à la bande d'or remplie de gueules accompagnée de deux étoiles d'argent (d'azzurro, alla banda d'oro ripiena di rosso, accompagnata da due stelle d'argento) |
|        | Saint-Cyr-sur-Menthon d'argent au mont de gueules traversé d'une devise ondée aussi d'argent remplie d'azur, sommé d'une tour aussi de gueules, maçonnée, ajourée et ouverte du champ, accostée de deux croisettes de gueules et accompagnée de trois mouchetures d'hermine de sable, deux en chef posées en bande et en barre, une en pointe; à la bordure dentelée d'azur (d'argento, al monte di rosso, attraversato da una divisa ondata pure d'argento riempita d'azzurro, cimato da una torre pure di rosso, murato, finestrato e aperto del campo, accostata da due crocette di rosso e accompagnata da tre moscature d'armellino di nero, due in capo, poste in banda e in sbarra, e una in punta; alla bordura dentellata d'azzurro) |
|        | Saint-Denis-en-Bugey Tranché: au premier d'azur à la tour carrée d'argent maçonnée de sable, ajourée et ouverte du champ, au second de gueules au lion d'hermine, à la bande d'argent brochant sur le tranché (trincato: nel 1º d'azzurro, alla torre quadrata d'argento, murata di nero, finestrata e aperta del campo, nel 2º di rosso, al leone d'armellino; alla banda d'argento attraversante sul trinciato) |
|        | Saint-Denis-lès-Bourg de gueules au lion d'hermine accosté à dextre d'une crosse abbatiale d'or et à senestre d'une épée haute d'argent garnie d'or, au chef d'azur chargé de trois fleurs de lys aussi d'or (di rosso, al leone d'armellino, accostato a destra da una croce abbaziale d'oro e a sinistra da una spada alta d'argento guarnita d'oro; al capo d'azzurro, caricato di tre gigli d'oro) |
|        | Saint-Didier-sur-Chalaronne de gueules à la bande componée d'argent et d'azur de six pièces, à la crosse épiscopale d'or brochant sur le tout, au chef cousu d'azur chargé d'un château de trois tours d'or ajouré et ouvert du champ (di rosso, alla banda composta d'argento e d'azzurro di sei pezzi, al pastorale d'oro attraversante sul tutto; al capo cucito d'azzurro, caricatodi un castello di tre torri d'oro, aperto e finestrato del campo) |
|        | Saint-Étienne-du-Bois Parti d'argent et d'azur à l'annelet de gueules brochant (partito d'argento e d'azzurro, all'anelletto di rosso attraversante) |
|        | Saint-Genis-Pouilly d'azur aux trois tours d'or, maçonnées de sable, ajourées et ouvertes du champ (d'azzurro, a tre torri d'oro, murate di nero, finestrate e aperte del campo) |
|        | Saint-Jean-de-Gonville D'argent à l'écusson de gueules chargé d'un coq d'or, accompagné en chef d'une balance de sable, en flancs de deux branches de laurier de sinople et en pointe de la lettre S combinée à trois vergettes ondées et alésées de sable; vêtu d'azur chargé de quatre étoiles d'argent (d'oro, a tre bande d'azzurro, ciascuna caricata da una stella d'argento posta a piombo) |
|        | Saint-Jean-de-Niost d'or aux deux clefs versées de sable passées en sautoir (d'oro, a due chiavi rovesciate di nero passate in decusse) |
|        | Saint-Jean-sur-Veyle D'azur à la fasce ondée d'argent chargée de deux roues de moulin de gueules dont les rayons sont deux croix pattées, surmontée d'une colombe du Saint Esprit aussi d'argent dans un rai de soleil d'or et soutenue d'une main bénissante d'argent (d'azzurro, alla fasci ondata d'argento, caricata di due ruote da mulino di rosso i cui raggi sono due croci patenti, sormontata da una colomba dello Spirito Santo pure d'argento, in un raggio di sole d'oro, e sostenuta da una mano benedicente d'argento) |
|        | Saint-Laurent-sur-Saône Tranché d'azur et de gueules à la rame et au harpon passés en sautoir, à l'ancre de marine brochante, le tout d'argent (trinciato d'azzurro e di rosso, al remo e all'arpione passati in decusse, all'ancora navale attraversante, il tutto d'argento) |
|        | Saint-Maurice-de-Beynost de sinople à la bande cousue de gueules, chargée en chef d'une aigle d'or, en coeur d'une épée d'argent garnie d'or, et en pointe d'une tête de saint Maurice de profil nimbée d'or et au col d'argent, accompagnée en chef d'une croix tréflée d'argent et en pointe d'un brochet contourné en bande du même (di verde, alla banda cucita di rosso, caricata in capo da un'aquila d'oro, in cuore da una spada d'argento guarnita d'oro, e in punta da una testa di San Maurizio di profilo nimbata d'oro e con il colletto d'argento, accompagnata in capo da una croce trifogliata d'argento e in punta da un luccio rivoltato in banda dello stesso) |
|        | Saint-Maurice-de-Gourdans De gueules aux deux clefs versées passées en sautoir, celle en barre d'argent, celle en bande d'or brochant (di rosso, a due chiavi rovesciate passate in decusse, quella in sbarra d'argento e quella in banda d'oro attraversante) |
|        | Saint-Rambert-en-Bugey d'or à la corneille de sable, au chef d'azur chargé de trois fleurs de lys du champ (d'oro, alla cornacchia di nero; al capo d'azzurro caricato di tre gigli del campo) |
|        | Saint-Trivier-de-Courtes de sable à la croix tréflée d'argent (di nero, alla croce trifogliata d'argento) |
|        | Saint-Trivier-sur-Moignans D'or à la bande crénelée de gueules accompagnée, en chef, d'un besant du même chargé d'une couronne comtale du champ et, en pointe, de trois besants aussi de gueules ordonnés en orle (d'oro, alla banda merlata di rosso, accompagnata in capo da un bisante dello stesso, caricato di una corona comitale del campo, e, in punta, da tre bisanti pure di rosso, ordinati in orlo) |
|        | Saint-Vulbas écartelé: au premier de gueules au cavalier à l'antique nimbé d'or, la tête de front, la dextre levée, armé d'une épée d'or, sur un cheval contourné, le tout d'argent, au deuxième tiercé en pals irréguliers, celui du centre élargi en pointe, ceux des côtés élargis en chef, fascés, contre-fascés, ondés d'argent et d'azur, au troisième d'azur aux trois fasces ondées d'argent, au quatrième de gueules au signe de l'atome, vingt-quatre petits besants d'argent ordonnés en trois cercles concentriques, 8, 8 et 8, posés sur un besant du même bordé et ajouré de sable; le tout sur une champagne d'or (inquartato: nel 1º di rosso, al cavaliere all'antica nimbato d'oro, la testa in maestà, la destra alzata, armata di una spada d'oro, su un cavallo rivoltatop, il tutto d'argento; nel 2º d'argento, a tre fasce ondate d'azzurro, caricato da un palo patente in punta d'azzurro, a tre fasce ondate d'argento; nel 3º d'azzurro, a tre fasce ondate d'argento; nel 4º di rosso, alla campagna d'oro, al simbolo dell'atomo, costituito da ventiquattro piccolo bisanti d'argento ordinati in tre cerchi concentrici 8, 8 e 8 posti su un bisante dello stesso bordato e forato di nero attraversante sul tutto) |
|        | Sainte-Croix D'or à un pal de gueules chargé de trois croisettes d'argent (d'oro, al palo di rosso caricato di tre crocette d'argento) |
|        | Sault-Brénaz D'azur à la rame et au harpon d'or passés en sautoir, à l'ancre de marine d'argent brochant sur le tout (d'azzurro, al ramo e l'arpione d'oro passati in decusse, all'ancora navale d'argento attraversante) |
|        | Sauverny de gueules au sautoir engrêlé d'or, cantonné de quatre coquilles d'argent, à l'écusson en bannière d'azur, brochant en abîme et chargé d'une fasce haussée aussi d'argent (di rosso, alla croce di Sant'Andrea spinata d'oro, accantonata da quattro conchiglie d'argento, allo scudetto banderese d'azzurro, attraversante in cuore e caricato da una fascia alzata pure d'argento) |
|        | Savigneux tiercé en bande: au premier de gueules à l'épée basse d'argent garnie d'or et aux deux clefs aussi d'argent passées en sautoir brochant, au deuxième d'or aux trois tours de gueules posées à plomb, ajourées et ouvertes du champ, au troisième d'azur au lion d'argent (interzato in banda: nel 1º di rosso, alla spada bassa d'argento, guarnita d'oro, con due chiavi pure d'argento, poste in decusse attraversante; nel 2º d'oro, a tre torri di rosso poste a piombo, finestrate e parte del campo; nel 3º d'azzurro, al leone d'argento) |
|        | Sergy de sable au chevron cousu de gueules accompagné de dix billettes couchées d'argent, ordonnées, en chef en orle 4 et 2, en pointe 2 et 2 (di nero, allo scaglione cucito di rosso, accompagnato da dieci biglietti coricati d'argento, ordinati in capo in orlo 4 e 2, in punta 2 e 2) |
|        | Servas d'or à la devise ondée d'azur accompagnée de trois arbres mal ordonnés de sinople, soutenue d'une pointe de gueules chargée de deux clefs du champ passées en sautoir, à la chape d'azur chargée à dextre de trois fleurs de lys d'or et d'un bâton péri en bande de gueules et à senestre d'un lion d'hermine (d'oro, alla divisa ondata d'azzurro, accompagnata da tre alberi male ordinati di verde, sostenuta da una punta di rosso caricata da due chiavi del campo passate in decusse, mantellato d'azzurro caricato a destra da tre gigli d'oro con un bastone scorciato in banda di rosso e a sinistra da un leone d'armellino) |
|        | Seyssel d'azur au cerf rampant et contourné d'or entrelacé avec une lettre S capitale d'argent (d'azzurro, al cervo rampante e rivoltato d'oro, intrecciato con una lettera S maiuscola d'argento) |
|        | Tenay écartelé: au premier et au quatrième d'or à la bande sable, au deuxième et au troisième d'or à la bande engrêlée de sable (inquartato: nel 1º e 4º d'oro, alla banda di nero; nel 2º e 3º d'oro, alla banda spinata di nero) |
|        | Thoiry Tranché: au premier de gueules à la croix du Reculet de sable *, au second d'azur à l'écusson bandé d'argent et de gueules; à la cotice d'argent brochant sur la partition (trinciato: nel 1º di rosso, alla croce del Reculet di nero, nel 2º d'azzurro, allo scudetto bandato d'argento e di rosso; alla cotissa d'argento attraversante sulla partizione) |
|        | Thoiry (stemma antico) de gueules à la bande d'argent cotoyée de deux cotices du même (di rosso, alla banda d'argento accostata da due cotisse dello stesso) |
|        | Thoissey de gueules au lambel de cinq pendants d'or, celui du centre prolongé vers la pointe, accompagné de dix étoiles du même ordonnées en orle (di rosso, al lambello di cinque pendenti d'oro, quello centrale prolungato verso la punta, accompagnato da dieci stelle dello stesso ordinate in orlo) |
|        | Tossiat De gueules à la fasce d'argent accompagnée de trois étoiles du même (di rosso, alla fascia d'argento, accompagnata da tre stelle dello stesso) |
|        | Treffort-Cuisiat de gueules à la croix d'argent cantonnée, en chef à dextre, d'une tour d'or ouverte et ajourée du champ, maçonnée de sable, et, en pointe à senestre, d'une rose aussi d'argent (di rosso, alla croce d'argento accantonata, in capo a destra, da una torre d'oro, aperta e finestrata del campo, e, in punta a sinistra, da una rosa pure d'argento) |
|        | Trévoux D'argent à la tour couverte de gueules, ouverte, ajourée et maçonnée de sable; au chef d'azur chargé de trois fleurs de lis d'or chacune adextrée en pointe d'un bâton péri en barre de gueules. (d'argento, alla torre coperta di rosso, aperta, finestrata e murata di nero; al capo d'azzurro, caricato di tre gigli d'oro, ognuno addestrato, in punta, da un bastone scorciato in sbarra di rosso) |
|        | Vaux-en-Bugey De gueules au chevron renversé d'or chargé en pointe d'une grappe de raisin feuillée partie de gueules et d'argent, accompagné en chef d'un lion d'hermine et en pointe à dextre d'une tour et à senestre d'une chapelle, le tout aussi d'argent, maçonné de sable, ajouré et ouvert du champ (di rosso, allo scaglione rovesciato d'oro, caricato in punta da un grappolo d'uva fogliato, partito di rosso e d'argento, accompagnato in capo da un leone d'armellino e, in punta, a destra da una torre e a sinistra da una cappella, il tutto pure d'argento, murate di nero, finestrate e aperte del campo) |
|        | Verjon De gueules à la fleur de lys d'or (di rosso, al giglio d'oro) |
|        | Versonnex d'azur au sautoir d'or cantonné de quatre coquilles du même (d'azzurro, alla croce di Sant'Andrea d'oro, accantonata da quattro conchiglie dello stesso) |
|        | Villars-les-Dombes bandé d'or et de gueules de six pièces (bandato d'oro e di rosso) |
|        | Villette-sur-Ain tiercé en pairle: au premier de gueules aux deux clefs d'or passées en sautoir, au deuxième palé d'or et de sable de six pièces, au troisième burelé de sable et d'or de dix pièces, au pairle d'argent brochant sur la partition chargé de trois mouchetures d'hermine de sable (interzato in pergola: nel 1º di rosso, a due chiavi d'oro poste in decusse; nel 2º palato d'oro e di nero; nel 3º burellato di nero e d'oro di dieci pezzi; alla pergola d'argento attraversante sulla partizione e caricata di tre moscature d'armellino) |
|        | Viriat de sinople à la croix alésée et pattée d'argent chargée d'une croix de Malte de gueules surchargée d'un besant du même, le tout cerclé d'un anneau d'or, au chaussé de gueules chargé de deux quintefeuilles aussi d'argent (di verde, alla croce scorciata e patente d'argento, caricata da una croce di Malta di rosso sovraccaricata da una torta dello stesso, il tutto circondato da un anello d'oro; calzato di rosso, caricato da due quintefoglie pure d'argento) |
|        | Virieu-le-Grand de gueules à l'anneau d'or, à la bordure de vair (di rosso, all'anello d'oro, alla bordura di vaio) |
|        | Vonnas D'azur à la bande ondée d'argent chargée d'une croisette annillée de gueules posée à plomb, accompagnée de six besants d'or posés en orle (d'azzurro, alla banda ondata d'argento, caricata da una crocetta a ferro da mulino di rosso posta a piombo, accompagnata da sei bisanti d'oro posti in orlo) |

## Ex comuni
| Stemma | Nome del comune e blasonatura |
| ------ | --- |
|        | Arbignieu (dal 2016 parte del comune di Arboys-en-Bugey) Parti: au 1er coupé au I d'azur à saint Étienne d'argent, au II d'or à deux bandes ondes d'azur, au 2e de gueules au lion d'hermine (semitroncato partito: il 1° d'azzurro, al santo Stefano d'argento; il 2° d'oro, a due bande ondate d'azzurro; il 3° di rosso, al leone d'armellino) |
|        | Bâgé-la-Ville (dal 2018 parte del comune di Bâgé-Dommartin) Parti: au 1er de gueules au lion contourné d'hermine, au 2e coupé au I d'argent à trois fasces de sable et à la croix de Malte de sinople brochante, au II d'azur au besant d'or. L'Armorial général de France riporta: De gueules au lion d'argent armé et lampassé de sable (di rosso, al leone d'argento, armato e lampassato di nero) Formula: 01:RUB+LEON:ARG/ARMAT:NIG/LINGU:NIG |
|        | Bellegarde-sur-Valserine (dal 2019 parte del comune di Valserhône) De sinople à la porte de ville ogivale de deux tours d'argent, hersée du même, ajourée du champ et maçonnée de sable, surmontée d'une étoile d'or et soutenue d'une roue de moulin du même, au franc-canton d'argent chargé d'une croisette de gueules, au soleil d'or issant du chef à senestre rayonnant de trois éclairs de l'un en l'autre (di verde, alla porta di città ogivale con due torri d'argento, con la saracinesca dello stesso, aperta del campo e murata di nero, sormontata da una stella d'oro e sostenuta da una ruota di mulino dello stesso, al canton franco d'argento caricato di una crocetta di rosso, al sole d'oro uscente dalla sinistra del capo radioso di tre fulmini dell'uno nell'altro) |
|        | Châtillon-en-Michaille (dal 2019 parte del comune di Valserhône) De pourpre au château de deux tours portillées, ouvert et ajouré du champ, surmonté d'une couronne comtale, le tout d'or (di porpora, al castello con due torri munite di porta, aperto e finestrato del campo, sormontato da una corona comitale. il tutto d'oro) |
|        | Corcelles (dal 2016 parte del comune di Champdor-Corcelles) d'or au chevron de sable accompagné de trois flanchis de gueules, au chef bastillé de deux pièces d'azur (d'oro, allo scaglione di nero, accompagnato da tre crocette di Sant'Andrea di rosso; al capo merlato di due pezzi d'azzurro) |
|        | Cormaranche-en-Bugey (dal 2019 parte del comune di Plateau d'Hauteville) taillé d'azur à la louve d'argent sur un losangé de trois tires de sinople et d'argent, chaque losange chargé d'un sapin de l'un et l'autre (tagliato d'azzurro, alla lupa d'argento, e losangato di tre file di verde e d'argento, ogni losanga caricata di un abete dell'uno nell'altro) |
|        | Hauteville-Lompnes (dal 2019 parte del comune di Plateau d'Hauteville) d'argent au lion de gueules accompagné de quatre mouchetures d'hermine de sable ordonnées 1, 2 et 1, au vêtement d'azur chargé de quatre soleils aussi d'argent (d'argento, al leone di rosso, accompagnato d quattro moscature d'armellino di nero ordinate 1, 2, 1, vestito d'azzurro caricato di quattro soli pure d'argento) |
|        | Thézillieu (dal 2019 parte del comune di Plateau d'Hauteville) parti: au premier de gueules à la croix d'argent chargée d'un crosse contournée de pourpre, au second de sinople au mouton d'or accompagné de trois quintefeuilles d'argent; le tout sommé d'un chef d'azur chargé d'un croissant d'argent accosté de deux étoiles du même (partito: nel 1º di rosso, alla croce d'argento, caricata da un pastorale rivoltato di porpora; nel 2º di verde, al montone d'oro, accompagnato da tre cinquefoglie d'argento; il tutto cimato da un capo d'azzurro, caricato da un crescente d'argento, accostato da due stelle dello stesso) |